# Michael Maniaci
Michael Maniaci (* 3. Mai 1976 in Cincinnati, Ohio) ist ein amerikanischer Countertenor in der Stimmlage Sopran bzw. Mezzosopran.

## Leben und Karriere
Maniaci selber berichtete in einem Interview, dass sich sein Kehlkopf während seiner Pubertät untypisch entwickelt habe, weshalb er die Fähigkeit besitze, im Sopran-Register zu singen. Er wurde außerdem mit einer leichten Lähmung des Gesichts geboren. Seine Eltern sind Baptisten und ermutigten ihn zwar im Kirchenchor zu singen, wünschten sich aber eigentlich eine Karriere als Lehrer für ihren Sohn.
Er studierte an der Juilliard School und am Cincinnati Conservatory of Music. Sein Debüt an der Carnegie Hall hatte er 2002 in Bernsteins Chichester Psalms und trat später mit verschiedenen Orchestern auf, wie Tafelmusik, dem Ensemble Matheus, dem New Holland Baroque Orchestra, dem Collegium Cincinnati, dem Apollo’s Fire Baroque Orchestra, dem Bridgehampton Chamber Music Festival, der Academie Baroque de Montréal, dem Milwaukee Symphony und dem Shanghai Opera Orchestra.
Zu seinem Repertoire gehören mehrere Opernpartien von Georg Friedrich Händel: die Titelrolle in Serse, Medoro in Orlando, Ulisse in Deidamia, Nireno und Sesto in Giulio Cesare und Narciso in Agrippina. Von Mozart sang er die Rolle des Lucio Cinna in Lucio Silla, den Idamante in Idomeneo, den Sesto in La clemenza di Tito  und den Cherubino in Le nozze di Figaro.
Weitere Rollen von Maniaci waren Nerone in Monteverdis L’incoronazione di Poppea, Endimione in Cavallis La Calisto, Ferdinando Cortes in Grauns Montezuma, Aminta in Vivaldis L’Olimpiade, Orphée in Berlioz’ Fassung von Glucks Orphée et Euridice, Atis in The Fortunes of King Croesus und den Sandmann in Hänsel und Gretel.
Er hatte unter anderem Auftritte an der New York City Opera, an der Glimmerglass Opera, an der Houston Grand Opera und auch in Deutschland bei den Göttinger Händel-Festspielen und bei den Ludwigsburger Schlossfestspielen.

## Tonträger
- Giacomo Meyerbeer: Il crociato in Egitto (Michael Maniaci, Patrizia Ciofi, Marco Vinco, Laura Polverelli, Fernando Portari, Iorio Zennaro, Silvia Pasini, Luca Favaron, Emanuele Pedrini; Orchestra and Chorus of Teatro La Fenice; Dirigent: Emmanuel Villaume). Dynamic DV 33549 DVD.
- W. A. Mozart: Arias for Male Soprano (Michael Maniaci, Boston Baroque, Dirigent: Martin Pearlman). Telarc International, TEL-31827-02. Released January 26, 2010.